# Melani García
Melani García (Valencia, 2007. június 10. – ) spanyol énekesnő. A spanyol The Voice Kids negyedik évadának győztese. Ő képviselte Spanyolországot a 2019-es Junior Eurovíziós Dalfesztiválon Gliwicében, a Marte című dallal.

## Zenei karrierje
2018-ban megnyerte a The Voice Kids spanyol változatának negyedik évadát.

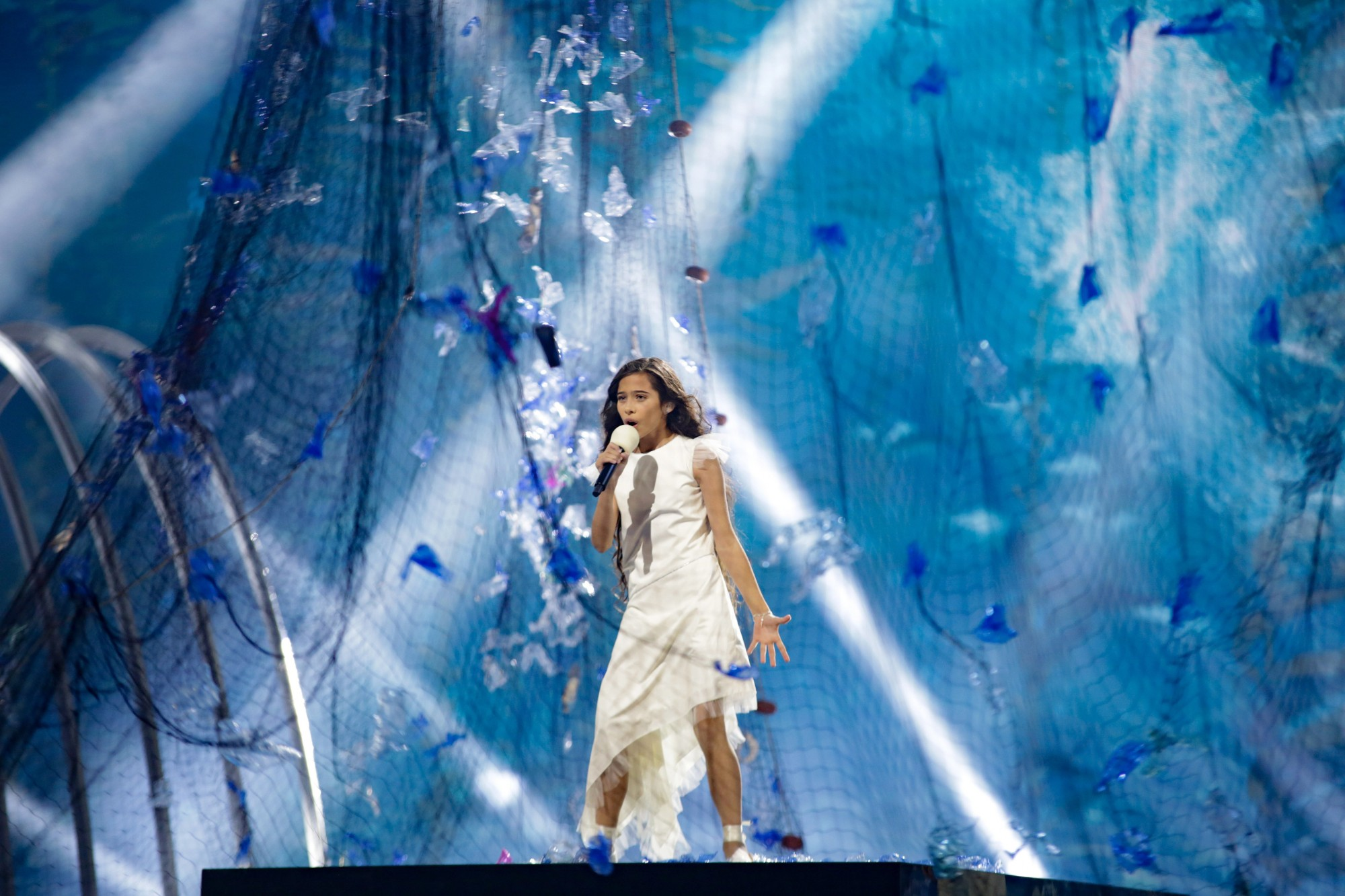
A Junior Eurovíziós Dalfesztiválon

2019. július 24-án az Radiotelevisión Española (RTVE) az A partir de hoy beszélgetős műsorban bejelentette, hogy az énekesnő képviseli a visszatérő Spanyolországot a Junior Eurovíziós Dalfesztiválon. Versenydalát, a Marte-t október 4-én mutatták be. A dalt a november 24-én rendezett döntőben fellépési sorrend szerint ötödikként adta elő az Észak-Macedóniát képviselő Mila Moskov Fire című dala után és a Grúziát képviselő Giorgi Rostiashvili We Need Love című dala előtt. A szavazás során a zsűrinél összesítésben a második helyen végzett 104 ponttal (Albániától és Olaszországtól maximális 12 pontot kapott), míg az online szavazáson a harmadik helyen végezett 108 ponttal, így összesítésben 212 ponttal a verseny harmadik helyezettje lett.
2020-ban a varsói Junior Eurovíziós Dalfesztiválon ő ismertette a spanyol zsűri pontjait.
2022-ben részt vett a Baqytty Bala kazak gyermek zenei fesztiválon, amelyen külföldi és kazah gyermekek versenyeztek. Érdekesség, hogy ezzel a műsorral választották ki a 2022-es Junior Eurovíziós Dalfesztivál kazak indulóját. Melani a döntőben a második helyen végzett a győztes David Charlin után, aki végül Kazahsztánt képviselte Jerevánban.
2024. szeptember 12-én az RTVE bejelentette, hogy García lesz a Madridban megrendezésre kerülő 2024-es Junior Eurovíziós Dalfesztivál műsorvezetője Marc Clotet és Ruth Loreno mellett.
2025-ben megnyerte a Sztárban sztár spanyol változatát, a Tu cara me suena című műsort. https://www.antena3.com/programas/tu-cara-me-suena/melani-gana_202507126871a061525aa26f9a4a2d7a.html A döntőben a Nyomorultak című musicalből adott elő egy dalt. A szavazatok összesen 48%-át gyűjtötte be. Ő a műsor spanyol változatának legfiatalabb győztese, és a franchise történetének második legfiatalabb győztese, a 17 éves magyar Kökény Dániel mellett.

## Diszkográfia

### Kislemezek
- Marte (2019)
- Grita conmigo (2020)
- Adiós (2020)
- Singing Alone (2021)
- Star Dance (2021)
- Valientes (2021)